# 4951 Iwamoto
A 4951 Iwamoto (ideiglenes jelöléssel 1990 BM) a Naprendszer kisbolygóövében található aszteroida. Mizuno Josikane és Furuta Tosimasza fedezte fel 1990. január 21-én.